# Thomas Harasser
Thomas Harasser (13 agosto 1990) è uno sciatore freestyle austriaco, specializzato nella disciplina dello ski cross.

## Biografia
In Coppa del Mondo ha esordito il 13 marzo 2011 a Branäs (43º) e ha ottenuto il primo podio il 12 dicembre 2015 a Val Thorens (2º).
In carriera ha partecipato a un'edizione dei Campionati mondiali (38º a 	Kreischberg 2015).

## Palmarès

### Coppa del Mondo
- Miglior piazzamento in classifica generale: 128º nel 2016.
- 1 podio:
  - 1 secondo posto.

### Campionati austriaci
- 1 medaglia[1]:
  - 1 argento (ski cross nel 2015).